# Kurt-Alphons Jochheim
Kurt-Alphons Jochheim (* 20. Januar 1921 in Hamburg; † 30. März 2013 in Erftstadt) war ein deutscher Rehabilitationsmediziner, Nestor der Rehabilitation in Deutschland und Gründervater der integrierten medizinisch-beruflich-sozialen Rehabilitation. Er war zudem Professor für Neurologie und Psychiatrie.

## Leben und Wirken
Kurt-Alphons Jochheim wurde 1921 als Sohn von Caroline Jochheim, geborene Schroeder, und ihrem Mann, dem Kaufmann Carl Jochheim, in Hamburg geboren. Nach seinem Medizinstudium an der Universität Halle (1939 bis 1940) und der Universität Hamburg (1942 bis 1946), wo er 1946 zum Dr. med. promoviert wurde, arbeitete er bis 1950 am Allgemeinen Krankenhaus Heidberg in Hamburg und anschließend an der Universitätsklinik Köln. Seine Habilitation 1958 an der Universität zu Köln widmete er dem Thema Grundlagen der Rehabilitation in der BRD. Im selben Jahr wurde er Privatdozent der Kölner Universitätsklinik, 1964 außerplanmäßiger Professor für Neurologie und Psychiatrie. Ab 1965 wirkte er als Professor an der Deutschen Sporthochschule Köln.
Von 1967 bis 1987 war er Leiter des Rehabilitationszentrums der Universität zu Köln, der ersten derartigen Hochschuleinrichtung, und als Ordinarius von 1965 bis zu seiner Emeritierung 1986 Leiter des Instituts für Rehabilitation und Behindertensport an der Deutschen Sporthochschule Köln (DSHS). Dabei wurden die an der DSHS vorhandenen Disziplinen der Rehabilitation von ihm unter dem Dach des Instituts zusammengefasst, sodass die Rehabilitation hier erstmals als ärztlich pädagogische Gemeinschaftsaufgabe definiert wurde. Zu seinen Schülern zählt Ingo Froböse.
Jochheim, der auch eine Zeitlang in New York an der Syracuse University gelehrt hat, war von 1972 bis 1976 im Ehrenamt Präsident der in New York ansässigen Vereinigung Rehabilitation International, von 1967 bis 1992 Vorsitzender und Ehrenvorsitzender der Deutschen Vereinigung für Rehabilitation (DVfR). Berufen wurde er unter anderem in den Expertenrat der WHO für Rehabilitation.
Er war seit ihrer Gründung 1962 bis 2002 Mitherausgeber der Zeitschrift Die Rehabilitation und Autor von mehr als 250 Publikationen.
Kurt-Alphons Jochheim war katholisch, seit 1948 mit Eleonore Jochheim, geborene Rost, verheiratet und hatte drei Kinder (Matthias, Andrea und Bettina). Er lebte in Erftstadt-Lechenich. Nach seinem Tod wurde er in Hamburg beigesetzt.

## Ehrungen
Im Jahr 1978 erhielt Kurt-Alphons Jochheim den Rehabilitationspreis sowie die Poppelreuter-Medaille, 1984 das Bundesverdienstkreuz Erster Klasse. Für seine wissenschaftlichen und ehrenamtlichen Verdienste um den Sport und die Gesellschaft wurde Jochheim 1995 das Große Verdienstkreuz des Verdienstordens der Bundesrepublik Deutschland verliehen. 1996 verlieh ihm die Deutsche Sporthochschule Köln die Ehrenbürgerschaft. Er wurde 1998 von der deutschen Ärzteschaft mit der Paracelsus-Medaille ausgezeichnet. Am 12. Juni 2002 wurde ihm von der Fakultät Rehabilitationswissenschaften der Universität Dortmund die Ehrendoktorwürde verliehen.
Die Deutsche Vereinigung für Rehabilitation stiftete aus Anlass ihres 100. Gründungsjahres die Kurt-Alphons-Jochheim-Medaille in Würdigung seiner Verdienste. Sie wurde erstmals im Rahmen des DVfR-Kongresses 2011 verliehen.

## Veröffentlichungen (Auswahl)
- Grundlagen der Rehabilitation in der Bundesrepublik Deutschland. 1958.
- Rehabilitation. 1975.
- Das neurologische Gutachten. 1984.